# 물벼룩과

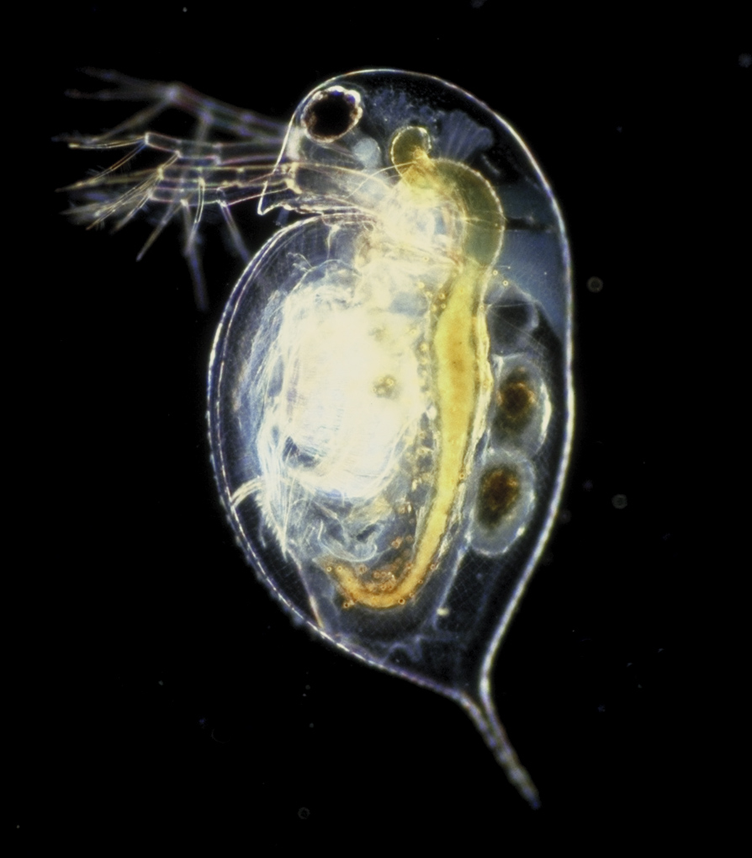
물벼룩

물벼룩과(학명: Daphniidae)는 이지목에 속하는 지각류의 과이다.

## 종
물벼룩과는 5가지 속에 121개의 종이 포함되어 있다.
- Ceriodaphnia Dana, 1853
- Daphnia O. F. Müller, 1785
- Megafenestra Dumont & Pensaert, 1983
- Scapholeberis Schoedler, 1858
- Simocephalus Schoedler, 1858

Moinidae과에 속하는 동물들 또한 물벼룩과에 속하기도 한다.